# 21460 Ryozo
21460 Ryozo este un asteroid din centura principală de asteroizi.

## Descriere
21460 Ryozo este un asteroid din centura principală de asteroizi. A fost descoperit pe 30 aprilie 1998 la Nanyo de Tomimaru Okuni. El prezintă o orbită caracterizată de o semiaxă mare de 2,28 ua, o excentricitate de 0,20 și o înclinație de 2,3° în raport cu ecliptica.